# 3535 Ditte
3535 Ditte este un asteroid din centura principală, descoperit pe 24 septembrie 1979 de Nikolai Cernîh.